# Klára Rajnai
Klára Rajnai (née le 21 novembre 1953 à Budapest) est une kayakiste hongroise qui a concouru dans les années 1970. Participant aux Jeux olympiques d'été de 1976, elle y remporte deux médailles (une médaille d'argent et une médaille de bronze).
Aux Championnats du monde, elle remporte deux médailles.

## Palmarès

### Jeux olympiques
- Jeux olympiques de 1976  à Montréal,  Canada
  -  Médaille d'argent en K-2 500 m
  -  Médaille de bronze en K-1 500 m[1]

### Championnats du monde
- Championnats du monde de course en ligne de canoë-kayak de 1975 à Belgrade :
  -  Médaille de bronze en K-4 500 m

- Championnats du monde de course en ligne de canoë-kayak de 1979 à Duisbourg :
  -  Médaille de bronze en K-1 500 m